# Magdagatschi
Magdagatschi (russisch Магдагачи) ist eine Siedlung städtischen Typs in der Oblast Amur (Russland) mit 9295 Einwohnern (Stand 1. Oktober 2021).

## Geographie
Die Siedlung liegt in der sich nördlich des Amur erstreckenden Mittelgebirgslandschaft im Fernen Osten Russlands, etwa 370 Kilometer (Luftlinie) nördlich der Oblasthauptstadt Blagoweschtschensk. Durch den Ort fließt ein gleichnamiges Flüsschen, das später in den linken Amur-Nebenfluss Olga mündet.
Magdagatschi ist Verwaltungszentrum des gleichnamigen Rajons Magdagatschi.

## Geschichte
Der Ort entstand 1910 im Zusammenhang mit dem Bau der Amureisenbahn von Kuenga unweit Sretensk in Transbaikalien nach Chabarowsk. Station und Siedlung wurden nach dem Fluss benannt, der Bahnverkehr auf diesem Abschnitt 1914 aufgenommen.
1938 wurde der Status einer Siedlung städtischen Typs verliehen.

### Bevölkerungsentwicklung
| Jahr | Einwohner |
| ---- | --------- |
| 1939 | 13.652    |
| 1959 | 12.977    |
| 1970 | 15.059    |
| 1979 | 14.438    |
| 1989 | 15.578    |
| 2002 | 12.208    |
| 2010 | 10.897    |
| 2021 | 9.295     |

Anmerkung: Volkszählungsdaten

## Wirtschaft und Infrastruktur
In der Siedlung gibt es Betriebe der Forstwirtschaft und des Eisenbahnverkehrs.
Magdagatschi ist Station der Transsibirischen Eisenbahn (Streckenkilometer 7494 ab Moskau). Durch den Ort führt auch die Fernstraße R297 Amur vorbei, Teil der transsibirischen Straßenverbindung.
Bei Magdagatschi gibt es einen kleinen Regionalflughafen (IATA-Flughafencode GDG, ICAO-Code UHBI), der jedoch zurzeit außer Betrieb ist.

## Söhne und Töchter des Ortes
- Sergei Tschebotarjow (* 1969), Politiker
- Ruslana Zychozka (* 1986), ukrainische Dreispringerin